# Cers
Cers é uma comuna francesa na região administrativa de Occitânia, no departamento de Hérault. Estende-se por uma área de 7,85 km². Em 2010 a comuna tinha 2 614 habitantes (densidade: 333 hab./km²).